# Kierwiny
Kierwiny (deutsch Kerwienen) ist ein Dorf in der polnischen Woiwodschaft Ermland-Masuren. Es gehört zur Gmina Kiwity (Landgemeinde Kiwitten) im Powiat Lidzbarski (Kreis Heilsberg).

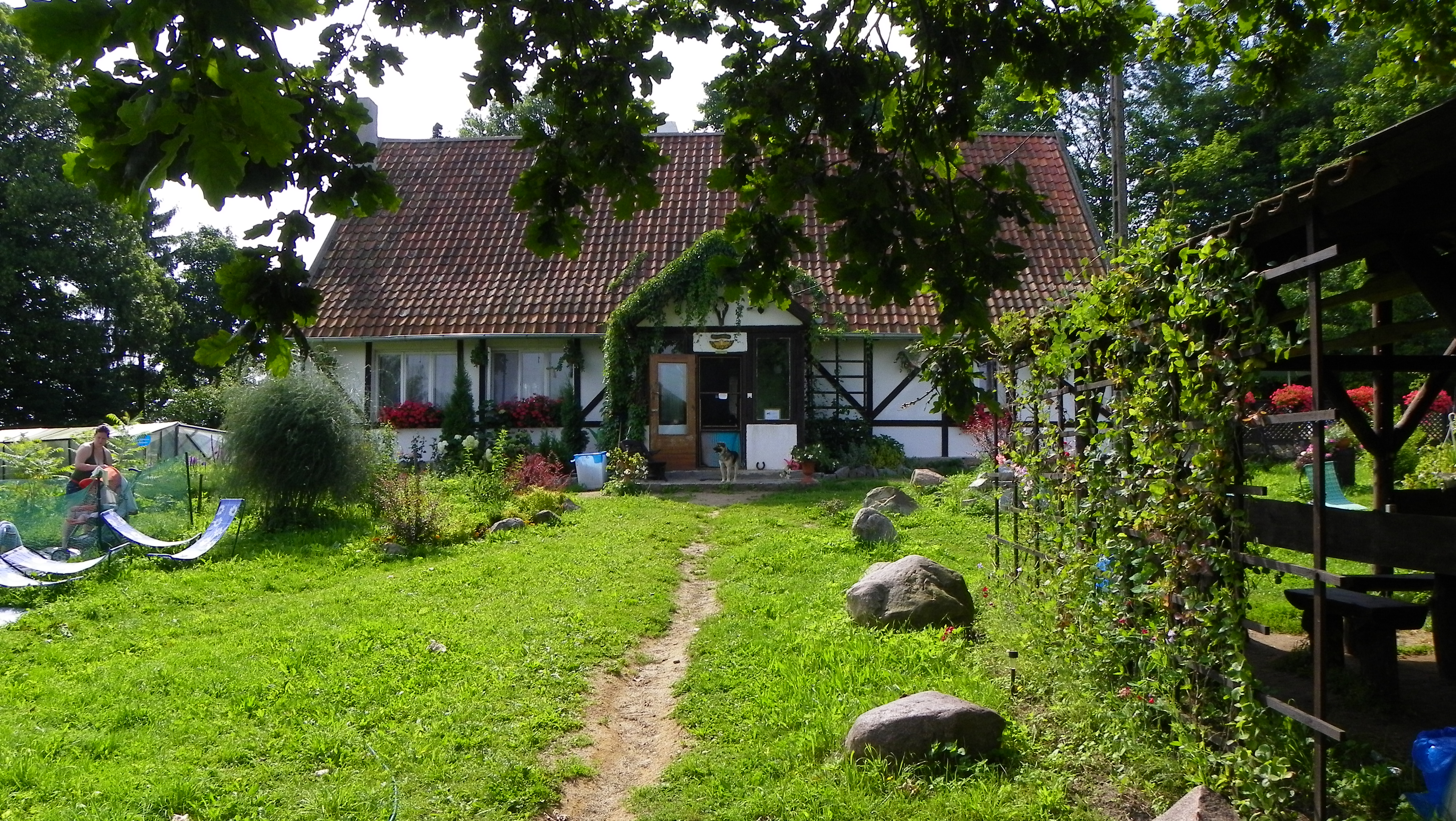
Anwesen in Kierwiny

## Geographische Lage
Kierwiny liegt im nördlichen Westen der Woiwodschaft Ermland-Masuren, acht Kilometer östlich der Kreisstadt Lidzbark Warmiński (Heilsberg).

## Geschichte
Das einstige Kerwienen war ein weit gestreutes Dorf, in den das Gut Kerwienenwerder als Wohnplatz eingeschlossen war.
Im Jahre 1874 wurde Kerwienen als eine Landgemeinde in den soeben errichteten Amtsbezirk Kiwitten (polnisch Kiwity) aufgenommen. Er gehörte zum ostpreußischen Kreis Heilsberg im Regierungsbezirk Königsberg.
352 Menschen wohnten im Jahre 1910 in Kerwienen mit Kerwienenwerder.
Am 22. März 1928 vergrößerte sich die Landgemeinde Kerwienen um den Nachbarort Kleitz (polnisch Kłajty), der eingemeindet wurde. Die Zahl der Einwohner betrug im Jahre 1933 444 und belief sich im Jahre 1939 auf 457.
|  |

Als 1945 das gesamte südliche Ostpreußen in Kriegsfolge an Polen fiel, erhielt Kerwienen die polnische Namensform „Kierwiny“. Heute ist das Dorf eine Ortschaft innerhalb der Gmina Kiwity (Landgemeinde Kerwienen) im Powiat Lidzbarski (Kreis Heilsberg), von 1975 bis 1998 der Woiwodschaft Olsztyn, seither der Woiwodschaft Ermland-Masuren zugehörig. Im Jahre 2021 zählte Kierwiny 240 Einwohner.

## Religion
Kierwiny gehört – wie bereits Kerwienen bis 1945 – zur römisch-katholischen Pfarrkirche in Kiwity (Kiwitten), heute im Dekanat Lidzbark Warmiński (Heilsberg) im Erzbistum Ermland gelegen.
Auch war Kerwienen bis 1945 in die evangelische Kirche Heilsberg in der Kirchenprovinz Ostpreußen der Kirche der Altpreußischen Union eingegliedert. eingegliedert. Heute ist das Dorf der Diözese Masuren der Evangelisch-Augsburgischen Kirche in Polen zugeordnet.

## Verkehr

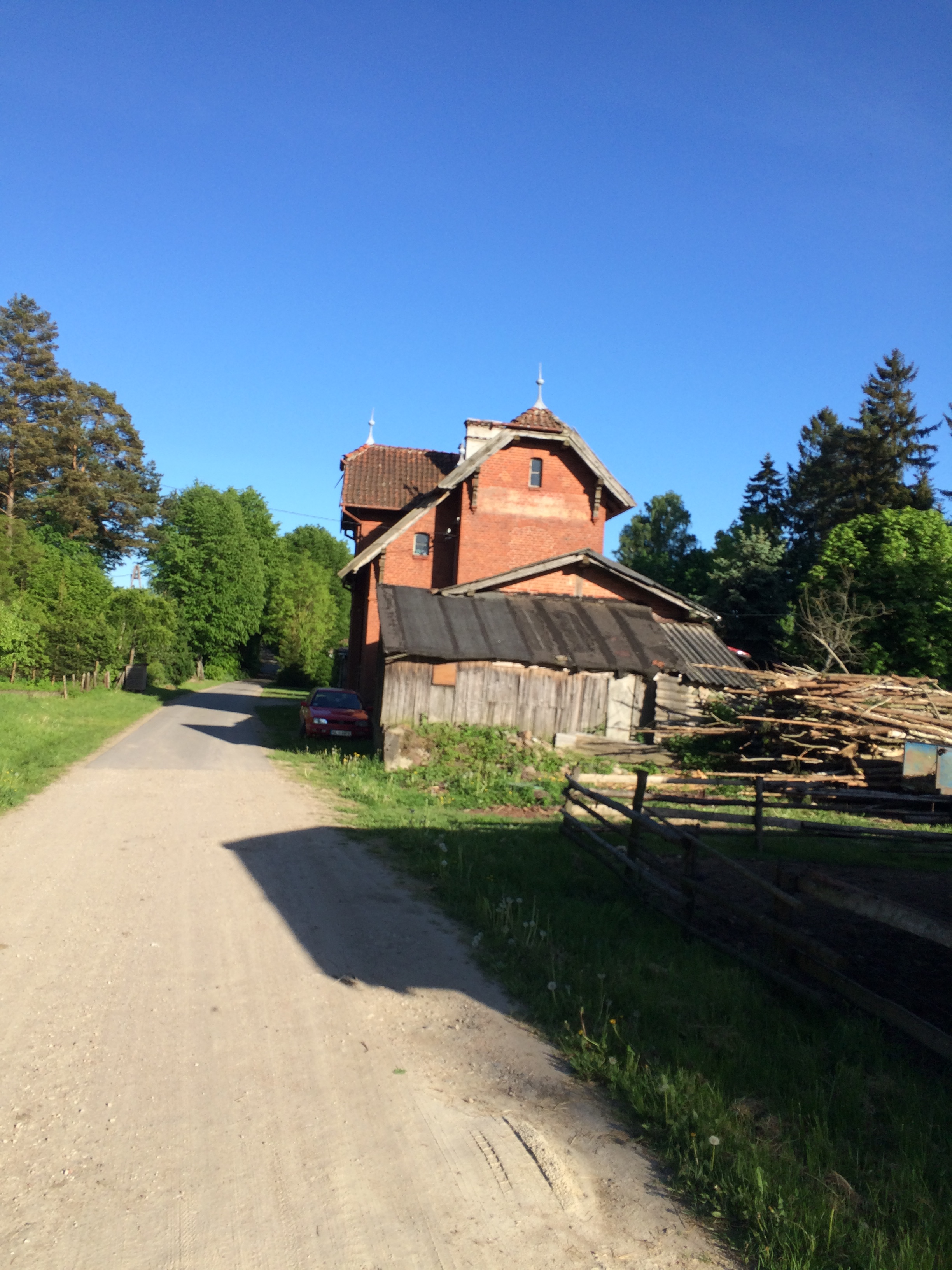
Die einstige Bahnstation Kerwienen-Springborn in Kierwiny

Kierwiny liegt an der verkehrsreichen Woiwodschaftsstraße 513, die die Städte Pasłęk (Preußisch Holland), Orneta (Wormditt) und Lidzbark Warmiński (Heilsberg) miteinander verbindet und bis nach Wozławki (Wuslack) führt. Eine von Samolubie (Lauterhagen) über Krekole (Krekollen) und Stoczek Klasztorny (Kloster Springborn) kommende Nebenstraße endet in Kierwiny.
Heute verfügt Kerwienen über keinen Bahnanschluss mehr. Von 1905 bis 1945 bestand die mit Springborn (polnisch Stoczek) gemeinsame Bahnstation „Kerwienen-Springborn“, auf dem Gemeindegebiet von Kerwienen. Sie lag an der Bahnstrecke Schlobitten–Wormditt–Heilsberg–Bischdorf–Angerburg, die heute nicht mehr existiert.